# 柯慶施
柯 慶施（か けいし）は中華人民共和国の政治家、元上海市長。
1922年ソ連に留学。工場労働者として働きながら東方大学で学ぶ。中華人民共和国成立後、1950年、南京市党委員会第一書記。1952年、江蘇省党委員会第一書記。1955年、上海市党委員会第一書記。1957年12月末、毛沢東に追随して大躍進政策を推進する論文を発表したことが評価され、翌1958年5月、政治局委員に抜擢。同年11月、上海市長に就任。1965年に国務院副総理に就任する。江青を後押しして文化大革命の発動のきっかけをつくる。1965年に膵臓炎で急死。
ソ連留学時代、柯慶施が労働者として働いていた工場でレーニンが演説をおこなった事があり、柯慶施は聴衆の一人だった。生前のレーニンを目撃した中国共産党幹部は柯慶施のみである。